# Parangitia nigrofulgens
Parangitia nigrofulgens är en fjärilsart som beskrevs av William James Kaye 1922. Parangitia nigrofulgens ingår i släktet Parangitia och familjen nattflyn. Inga underarter finns listade i Catalogue of Life.